# Eric Lux (kierowca wyścigowy)
Eric Lux (ur. 22 marca 1988 w Williamsville) – amerykański kierowca wyścigowy.

## Kariera
Lux rozpoczął karierę w międzynarodowych wyścigach samochodowych w 2006 roku od startów w klasie GT Grand American Rolex Series, gdzie raz stanął na podium. Z dorobkiem 365 punktów uplasował się na czwartej pozycji w końcowej klasyfikacji kierowców. W późniejszych latach Amerykanin pojawiał się także w stawce The David Pearson Trophy, NASCAR Camping World Series East, American Le Mans Series, 24H Series, Le Mans Series, 24H Dubai, FIA World Endurance Championship, American Le Mans Series, 24-godzinnego wyścigu Le Mans, Liqui Moly Bathurst 12 Hour oraz United Sports Car Championship.

## Wyniki w 24h Le Mans
| Rok  | Zespół             | Partnerzy                        | Samochód           | Klasa | Okr. | Poz. | Klasa Pos. |
| ---- | ------------------ | -------------------------------- | ------------------ | ----- | ---- | ---- | ---------- |
| 2013 | Greaves Motorsport | Alexander Rossi Tom Kimber-Smith | Zytek Z11SN-Nissan | LMP2  | 307  | 23   | 10         |